# Henning Lundgren
Henning Lundgren var en svensk fotbollsmålvakt, som åren 1934–1941 representerade Gais.
Lundgren var reserv bakom Erik Angren från säsongen 1934/1935, och gjorde bara enstaka matcher för klubben fram till säsongen 1940/1941, då han fick stå i 13 av 18 matcher i division II västra då Angren var inkallad i militären på grund av andra världskriget. Under denna säsong debuterade dock även den blivande stormålvakten Nils "Nippe" Johansson i Gais, och det blev inga fler matcher för Lundgren i klubben.